# 키즈 리턴
《키즈 리턴》(Kids Return)은 1996년에 개봉된 일본의 영화이다.

## 개요
기타노 다케시의 여섯 번째 감독 작품이다. 오피스 기타노와 반다이 비주얼이 제작했다.
다양한 청년들이 어른의 되어가며, 다양한 현실에 직면하는 모습을 그린 청춘 영화이다.
1996년 칸 영화제 감독 주간 정식출품작품이며, 제70회 키네마 준보 베스트 10 일본영화 제2위, 요코하마 영화제 일본영화 베스트 10 제1위, 잡지 〈브루투스〉 영화관계자 100명이 고른 눈물나는 영화 제6위에 뽑혔다.

## 줄거리
낙오된 고등학생 마사루와 신지는 학교가 수험 분위기가 되어도 장난이나 애들 돈뺏기 등 멋대로 인생을 보낸다. 어느 날 돈 뺏긴 아이가 보복하려 데려온 복서의 주먹 한 방에 기절한 마사루는 자기도 복싱을 시작해 후배 신지를 꼬시지만, 재능이 뛰어난 쪽은 신지였다.
재능이 없다고 깨달은 마사루는 권투를 그만두고 라면집에서 만난 야쿠자의 두목 아래로 들어가 두 사람은 다른 길을 걷게된다. 고등학교를 졸업하고 프로가 된 신지는 승승장구, 마사루는 야쿠사 세계에서 성공하는가...

## 출연진
- 미야와키 마사루 - 가네코 겐
- 다카키 신지 - 안도 마사노부
- 야쿠자 보스 - 이시바시 료
- 담임선생 - 모리모토 레오
- 체육관 관장 - 야마야 하쓰오
- 하야시(체육관 선배) - 모로 모로오카
- 히로시(얌전한 고등학생) - 가시와야 미치스케
- 사치코 - 다이케 유코
- 사치코 엄마 - 오카 미쓰코
- 야쿠자 중간보스 - 테라지마 스스무
- 택시 승객 - 오스기 렌
- 히로시의 저울 회사 상사 - 히라이즈미 세이
- 하시다 선생 - 아시카와 마코토
- 마사루에게 돈 뺏기는 고등학생 - 구도 간쿠로
- 히로시의 택시 회사 상사 - 히노 요진
- 자전거 타고 보스를 쏜 야쿠자 - 도지 다카오